# Molophilus (Molophilus) lindsayi lindsayi
Molophilus (Molophilus) lindsayi lindsayi is een ondersoort van de tweevleugelige Molophilus (Molophilus) lindsayi uit de familie steltmuggen (Limoniidae). De ondersoort komt voor in het Australaziatisch gebied.